# Reginella (Disney)
Reginella, parfois également appelé Brunella et Pulcinella en France, est un personnage de fiction de l'univers des canards de Disney, créé en 1972 par les studios Disney. Cette cane « sirénéenne » anthropomorphe extraterrestre est la princesse des royaumes sous-marins et l'amour secret de Donald Duck.

## Présentation
À l'apparence d'un oiseau anthropomorphe, Reginella est une souveraine extraterrestre. Après un accident de son vaisseau, elle s'est réfugiée avec ses sujets sur Terre, dans une cité sous marine. Elle est douce et romantique, avec un grand sens du devoir envers son peuple, ce qui va poser un problème quand elle va rencontrer Donald. En effet, elle va tomber amoureuse de lui, mais pour ne pas abandonner son peuple, cet amour lui sera impossible.
Pendant longtemps, son nom officiel en France était Pulcinella alors qu'il n'a pratiquement jamais été utilisé dans les histoires. Dans les premières publications de Mickey Parade, elle était nommée Brunella puis par la suite son nom original italien a été utilisé : Reginella. Le nom de Pulcinella a été utilisé qu'une seule fois en 2020, dans l'histoire 60 ans ensemble avec Topolino, publiée dans le journal Les Chroniques de Fantomiald. Depuis 2021, dans les dernières publications, le nom Reginella revient officiellement.

## Apparitions
Reginella est apparue pour la première fois le 20 août 1972 dans Donald au royaume des extra-marins ! (Paperino e l'avventura sottomarina en VO italienne), une histoire écrite par Rodolfo Cimino et dessinée par Giorgio Cavazzano, publiée dans Topolino #873. En France, elle apparaît pour la première fois en février 1977 dans le n°1284 de l'ancienne série Mickey Parade.
Selon la base INDUCKS (en juin 2023), le personnage est apparu depuis dans 15 histoires, toutes produites en Italie. Parmi ces aventures, 8 ont été publiées en France.
Dans Donald, noble cœur (Paperino e il matrimonio di Reginella en VO italienne), Donald empêche le mariage de Reginella avec le "perfide Bingo" mais ne peut rester auprès d'elle en raison du mauvais exemple qu'il donna à la jeunesse.

## Nom dans différentes langues
- Allemand : Marbella
- Anglais : Reginella
- Brazilian-Portuguese : Regina, Reginella
- Espagnol : Reinecita
- Finlandais : Reginella
- Italien : Reginella